# 섬윗수염박쥐
섬윗수염박쥐(Myotis insularum)는 애기박쥐과 윗수염박쥐속에 속하는 박쥐이다. 아메리카 사모아와 사모아에서 서식하는 것으로 추정하고 있다.

## 특징
작은 크기의 박쥐로 몸길이는 35.5mm, 전완장은 38mm이다. 꼬리 길이는 7.7mm, 발과 귀 길이는 15mm이다. 털 색은 대체로 검은색을 띤다. 귀는 비교적 짧고 이주는 길다.

## 분포 및 서식지
런던 자연사 박물관에 보관중인 완모식표본만이 알려져 있고, 사모아 제도에서 수집한 것으로 기술되어 있지만 확실치는 않다. 오스트레일리아에서 얻은 표본으로 간주되기도 한다.